# Slanovitac
Slanovitac (slanovitak, ljubor; lat. Prasium) je monotipski biljni rod iz porodice usnača, dio tribusa Stachydeae.
Jedina vrsta je P. majus, grm raširen po čitavom Sredozemlju, uključujući i Hrvatsku, gdje je naziv ove vrste grmoliki slanovitak, grmoliki ljubor, vazdazeleni slanovitac i veliki slanovitac.